# Thống kê Dân số Hoa Kỳ

Cục Thống kê Dân số là một phần của Bộ Thương mại Hoa Kỳ.

Thống kê Dân số Hoa Kỳ (còn được gọi điều tra dân số Hoa Kỳ)  là một cuộc điều tra dân số mỗi 10 năm được Hiến pháp Hoa Kỳ chỉ thị. Dân số được tính mỗi 10 năm và kết quả được dùng để phân chia số ghế khu vực quốc hội, đại cử tri đoàn, và ngân quỹ cho các chương trình chính phủ. Một số tiểu bang và địa phương cũng tiến hành thống kê dân số tại khu vực.
Cuộc thống kê dân số được thực hành bởi Cục Thống kê Dân số Hoa Kỳ.  Cuộc thống kê đầu tiên sau Cách mạng Hoa Kỳ diễn ra vào năm 1790 dưới Bộ trưởng Ngoại giao Thomas Jefferson; từ đó đến nay đã có 21 cuộc thống kê dân số. Cuộc thống kê dân số hiện nay được tiến hành vào năm 2020 và cuộc thống kê kế tiếp dự kiến sẽ tiến hành vào năm 2030. Cho những năm giữa các cuộc điều tra dân số, Cục Thống kê Dân số đưa ra các ước tính dùng các thăm dò và mô hình thống kê.
Các con số trong cuộc thống kê dân số được dựa theo số người hiện đang sinh sống trong các nhà cửa tại Hoa Kỳ.  Con số này tính các công dân, thường trú nhân không phải công dân, du khách dài hạn và ngay cả các di dân bất hợp pháp.  Cục Thống kê Dân số quyết định tính người nào dựa theo nơi thường trú.  Nơi thường trú, một nguyên tắc trong luật Thống kê Dân số năm 1790, được định nghĩa là nơi một người nào đó sống và ngủ trong thời gian dài nhất. Cục Thống kê cũng dùng những thủ tục đặc biệt để bảo đảm những người không có nơi thường trú cũng được tính; tuy nhiên thông tin từ các hoạt động này không được xem là đáng tin cậy bằng thông tin được lấy từ các thủ tục bình thường. Việc tính những người không phải là công dân trong con số chính thức là một điều gây tranh cãi vì con số này được dùng để phân chia số ghế trong Hạ viện, và từ con số đó, số đại của tri đoàn.  Các nhóm như Prison Policy Initiative cho rằng việc điều tra dân số tính số tù nhân là người thường trú trong tù thay vì dùng địa chỉ trước khi vào tù dẫn đến thông tin gây nhầm lẫn về nhân khẩu chủng tộc và dân số. Một số công dân Mỹ hiện đang sinh sống ngoài nước không được tính trong cuộc điều tra mặc dù họ có thể bầu cử được. Chỉ những người Mỹ là nhân viên của chính phủ liên bang (quân sự và dân sự) và những người phụ thuộc đang sống ở nước ngoài được tính.  Công dân Hoa Kỳ đang sống ở nước ngoài không có quan hệ đến chính phủ liên bang sẽ không được tính.  Điều tra nước ngoài chỉ được dụng để phân chia số ghế trong Hạ viện Hoa Kỳ.

## Lịch sử

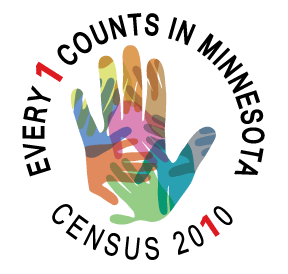
Census regional marketing logo in Minnesota.

Các cuộc điều tra đã tiến hành trước khi Hiến pháp được thông qua; đầu thế kỷ 17, một cuộc điều tra đã tiến hành tại Virginia, và đã có các cuộc điều tra trong hầu hết các thuộc địa Anh sau này trở thành một phần của Hoa Kỳ.
Năm 1810, cuộc điều tra đã hỏi về sối liệu và giá trị sản xuất; năm 1840, có câu hỏi về ngư nghiệp; và năm 1850 có những câu hỏi về các vấn đề xã hội như thuế má, nhà thờ, độ nghèo, và tội ác.  Các cuộc điều tra được mở rộng trong lĩnh vực địa lý khi Hoa Kỳ có thêm tiểu bang và lãnh thổ.  Cuộc điều tra năm 1880 có nhiều câu hỏi đến nổi cần phải tính cả thập niên mới tính hết toàn bộ kết quả.  Để đối phó, cuộc điều tra năm 1890 được máy hóa, với máy đếm của  Herman Hollerith. Việc này giảm thời gian tính thành hai năm rưỡi. Công ty của Hollerith sau này trở thành IBM.
Trong sáu cuộc điều tra đầu tiên (1790-1840), những người đếm chỉ ghi lại tên những người đứng đầu gia đình và những thông tin nhân khẩu của các thành viên còn lại trong gia đình.  Bắt đầu từ năm 1850, tất cả các thành viên gia đình đều được ghi tên. Trong năm này, nộ lệ cũng được đếm lần đầu tiên, và lần thứ nhì (và cuối cùng) vào năm 1860.
| Số | Năm  | Ngày tháng tiến hành | Dân số      | Chú thích |
| -- | ---- | -------------------- | ----------- | --- |
| 1  | 1790 | 2 tháng 8 năm 1790   | 3.929.326   | |
| 2  | 1800 | 4 tháng 8 năm 1800   | 5.308.483   | |
| 3  | 1810 | 6 tháng 8 năm 1810   | 7.239.881   | |
| 4  | 1820 | 7 tháng 8 năm 1820   | 9.638.453   | |
| 5  | 1830 | 1 tháng 6 năm 1830   | 12.866.020  | |
| 6  | 1840 | 1 tháng 6 năm 1840   | 17.069.453  | Cuộc thống kê ước tính dân số Hoa Kỳ là 17,100,000. Kết quả được 28 người tại Cục Thống kê Dân số tính ra.                      |
| 7  | 1850 | 1 tháng 6 năm 1850   | 23.191.876  | |
| 8  | 1860 | 1 tháng 6 năm 1860   | 31.443.321  | |
| 9  | 1870 | 1 tháng 6 năm 1870   | 39.818.449  | |
| 10 | 1880 | 1 tháng 6 năm 1880   | 50.189.209  | Đây là cuộc điều tra đầu tiên cho phép phụ nữ làm người tính.                                                                   |
| 11 | 1890 | 2 tháng 6 năm 1890   | 62.947.714  | |
| 12 | 1900 | 1 tháng 6 năm 1900   | 76.212.168  | |
| 13 | 1910 | 15 tháng 4 năm 1910  | 92.228.496  | |
| 14 | 1920 | 5 tháng 1 năm 1920   | 106.021.537 | Đây là cuộc điều tra đầu tiên tính trên 100 triệu người.                                                                        |
| 15 | 1930 | 1 tháng 4 năm 1930   | 122.775.046 | Đây là cuộc điều tra gần đây nhất mà thông được công bố.                                                                        |
| 16 | 1940 | 1 tháng 4 năm 1940   | 132.164.569 | Vì một đạo luật bảo vệ thông tin cá nhân 72 năm, thông tin trong cuộc điều tra này sẽ được công bố vào ngày 1 tháng 4 năm 2012. |
| 17 | 1950 | 1 tháng 4 năm 1950   | 150.697.361 | Vì một đạo luật bảo vệ thông tin cá nhân 72 năm, thông tin trong cuộc điều tra này sẽ được công bố vào ngày 1 tháng 4 năm 2022. |
| 18 | 1960 | 1 tháng 4 năm 1960   | 179.323.175 | Vì một đạo luật bảo vệ thông tin cá nhân 72 năm, thông tin trong cuộc điều tra này sẽ được công bố vào ngày 1 tháng 4 năm 2032. |
| 19 | 1970 | 1 tháng 4 năm 1970   | 203.302.031 | Vì một đạo luật bảo vệ thông tin cá nhân 72 năm, thông tin trong cuộc điều tra này sẽ được công bố vào ngày 1 tháng 4 năm 2042. |
| 20 | 1980 | 1 tháng 4 năm 1980   | 226.545.805 | Vì một đạo luật bảo vệ thông tin cá nhân 72 năm, thông tin trong cuộc điều tra này sẽ được công bố vào ngày 1 tháng 4 năm 2052. |
| 21 | 1990 | 1 tháng 4 năm 1990   | 248.709.873 | Vì một đạo luật bảo vệ thông tin cá nhân 72 năm, thông tin trong cuộc điều tra này sẽ được công bố vào ngày 1 tháng 4 năm 2062. |
| 22 | 2000 | 1 tháng 4 năm 2000   | 281.421.906 | Vì một đạo luật bảo vệ thông tin cá nhân 72 năm, thông tin trong cuộc điều tra này sẽ được công bố vào ngày 1 tháng 4 năm 2072. |
| 23 | 2010 | 1 tháng 4 năm 2010   | 308.745.538 | Vì một đạo luật bảo vệ thông tin cá nhân 72 năm, thông tin trong cuộc điều tra này sẽ được công bố vào ngày 1 tháng 4 năm 2082. |

1. ↑  Tiến hành trễ một ngày vì ngày 1 tháng 6 là chủ nhật.